# Sandholmen, Pyttis
Sandholmen är en ö i Finland. Den ligger i Finska viken och i kommunen Pyttis i landskapet Kymmenedalen, i den södra delen av landet. Ön ligger omkring 24 kilometer väster om Kotka och omkring 91 kilometer öster om Helsingfors.
Öns area är 0,5 hektar och dess största längd är 230 meter i nord-sydlig riktning.